# Vindelle
Vindelle är en kommun i departementet Charente i regionen Nouvelle-Aquitaine i västra Frankrike. Kommunen ligger  i kantonen Hiersac som ligger i arrondissementet Angoulême. År 2022 hade Vindelle 1 044 invånare.

## Befolkningsutveckling
Antalet invånare i kommunen Vindelle
Referens:INSEE